# زوهمينجليانا رالتي
زوهمينجليانا رالتي (2 أكتوبر 1989 في الهند - ) هو لاعب كرة قدم هندي في مركزي قلب الدفاع والدفاع. لعب مع نادي بونه ونورث إيست يونايتد وShillong Lajong FC ‏ وDSK Shivajians FC ‏.

## وصلات خارجية
- زوهمينجليانا رالتي على موقع قاعدة بيانات كرة القدم.إي يو (الإنجليزية)